# Утайшан
Утайшан (на китайски: 五台山; на пинин: Wǔtái Shān, планина с пет върха) е планина в Източен Китай, в провинция Шанси, съставна част на Льосовото плато. Дължината ѝ е около 170 km, максимална височина до 2291 m. Изградена е предимно от варовици, пясъчници, шисти и вулканични скали. Върховете ѝ са плоски, а склоновете стръмни. Все още има запазени широколистни и борови гори.
Утайшан е една от Петте велики планини, заемаща важно място в китайската културна традиция и е място за поклонения от две хилядолетия. Ту са съсредоточени многочислени паметници на китайската архитектура: храмови комплекси и многочислени будистки манастири. През 2009 година цялата планина е включена в Списъка на световното наследство на ЮНЕСКО.